# Megumi Semitani
Megumi Semitani (japanisch 蝉谷 めぐ実; * 1992 in Ōsaka) ist eine japanische Schriftstellerin. Bekannt wurde sie durch ihre historischen Romane mit einem Schwerpunkt auf dem Edo-Zeit-Theaterleben.

## Leben
Megumi Semitani wurde 1992 in der Präfektur Osaka geboren. Sie absolvierte ein Studium der Theater- und Filmwissenschaften an der Waseda-Universität in Tōkyō, wobei sie sich in ihrer Abschlussarbeit mit dem Kabuki der Bunka- und Bunsei-Zeit (1804–1830) befasste.
Nach ihrer Arbeit in einer Werbeagentur war sie an der Waseda-Universität als Verwaltungsangestellte tätig, während sie gleichzeitig zu schreiben begann. 2020 gewann sie unter dem Pseudonym Semitani Toto (蝉谷魚ト) mit dem Werk Bakemono Shinjū (化け者心中, Liebestod eines Ungeheuers) den Nachwuchspreis der Literaturzeitschrift Shōsetsu Yaseijidai, was ihr Debüt als Autorin markierte.
Ihr 2023 prämierter Roman Onna no nyōbō handelt in der Bunsei-Zeit. Die junge Samurai-Tochter Shino heiratet den gefeierten Kabuki-Onnagata (Frauendarsteller) En’ya, ohne mit der Theaterwelt näher vertraut zu sein. Während En’ya selbst zu Hause ganz in seiner Frauenrolle aufgeht, sucht Shino nach ihrem Platz an seiner Seite und fragt sich, warum gerade sie seine Frau wurde. Die Geschichte entfaltet sich als einfühlsames Porträt einer ungewöhnlichen Ehe und der Frage nach Identität, Geschlecht und Liebe.

## Werke

### Romane
- Bakemono shinjū (化け者心中, Liebestod eines Ungeheuers), 2020.
- Bakemono tehon (化け者手本, Handbuch der Ungeheuer), 2023.
- Onna no nyōbō (おんなの女戸, Die Ehefrau einer Frau), 2022.
- Manryō yakusha no ōgi (万丸役者の扇, Der Fächer des Schauspielers Manryō), 2024.

### Anthologiebeiträge (Auswahl)
- Yakusha nyōbō no beni (役者女房の紅, Die Schminke der Schauspielergattin) in: Jidai shōsetsu za besuto (時代小説座ベスト), 2022.
- Mimi-ana no mushi (耳穴の虫, Das Ohrloch-Insekt) in: Yōi genkai: Onmyōji Abe no Seimei Tribute (妖異幻怪 陰陽師・安倍晴明トリビュート), 2023.

### Essays (Auswahl)
- Ichigo ichie (一期一衣, Ein Moment, ein Kleidungsstück) in: Shōsetsu Subaru, Dez. 2020.
- Manzai to onnagata (漫才と女形, Stand-up-Comedy und Frauenrollen) in: Shōsetsu Tripper, Frühling 2021.

## Theater
- Rolle als Emiko Miyasaka in Hōkago (放課後, Nach der Schule), aufgeführt 2024 im Sankei Hall Breeze, Osaka.[3]

## Auszeichnungen
- 2020: Shōsetsu Yaseijidai-Nachwuchspreis für Bakemono shinjū
- 2021: Nachwuchspreis des Nihon Rekishi Jidai Sakka Kyōkai
- 2021: Nakayama-Yoshihide-Literaturpreis
- 2022: Nomura-Kodō-Literaturpreis
- 2023: Yoshikawa-Eiji-Literaturpreis für Nachwuchsautoren für Onna no nyōbō
- 2024: Yamada-Fūtarō-Preis für Manryō yakusha no ōgi
- 2024: "Sakuya kono hana"-Preis (Literatur)

Quelle: World of Literary Prizes